# Wiślica (Silésie)
Pour les articles homonymes, voir Wiślica (homonymie).
Wiślica est une localité polonaise de la gmina de Skoczów, située dans le powiat de Cieszyn en voïvodie de Silésie.